# Trattato di Georgievsk
Il trattato di Georgievsk (russo: Георгиевский трактат, Georgievskij Traktat, georgiano: გეორგიევსკის ტრაქტატი) è un trattato stipulato nel 1783 che poneva il regno orientale di Georgia, retto dal principe Eraclio II di Georgia, sotto la protezione della Russia di Caterina.
Nel trattato si definivano i diritti e doveri che reciprocamente le due nazioni si impegnavano a rispettare.

## Il trattato
Negli articoli I, II, IV, VI e VII dei termini del trattato, l'imperatrice di Russia diventava la sola ed unica signora dei sovrani di Cartalia-Cachezia, garantendo la sovranità interna della Georgia e la sua integrità territoriale, e promettendo di "considerare i loro nemici come Suoi nemici". Ognuno dei regnanti del regno georgiano avrebbe dovuto da allora obbligarsi a giurare fedeltà agli imperatori russi, per sostenerli in tempo di guerra, impegnandosi a non stabilire relazioni diplomatiche con altre nazioni senza il consenso della Russia.
Poiché la Georgia contava nella sua storia diverse invasioni dal sud, un'alleanza con la Russia poteva essere vista come l'unico mezzo per scoraggiare o impedire le aggressioni di Persiani e Ottomani, e permetteva al tempo stesso un collegamento con l'Europa Occidentale. Nel passato i sovrani georgiani non solo avevano accettato formalmente la dominazione turca e persiana, ma si erano anche convertiti all'Islam e avevano soggiornato nelle capitali dei loro dominatori. Così non fu affatto una rottura con la tradizione né una rinuncia alla propria indipendenza per i Cartali-Cacheti trattare il loro vassallaggio in cambio di una pace con un vicino più potente. Per questo, nel preambolo del trattato e nell'articolo VIII l'unione tramite il Cristianesimo ortodosso tra georgiani e russi venne sancita e il Primate georgiano, ovvero il Catholicos, divenne membro permanente del Sacro Sinodo russo.

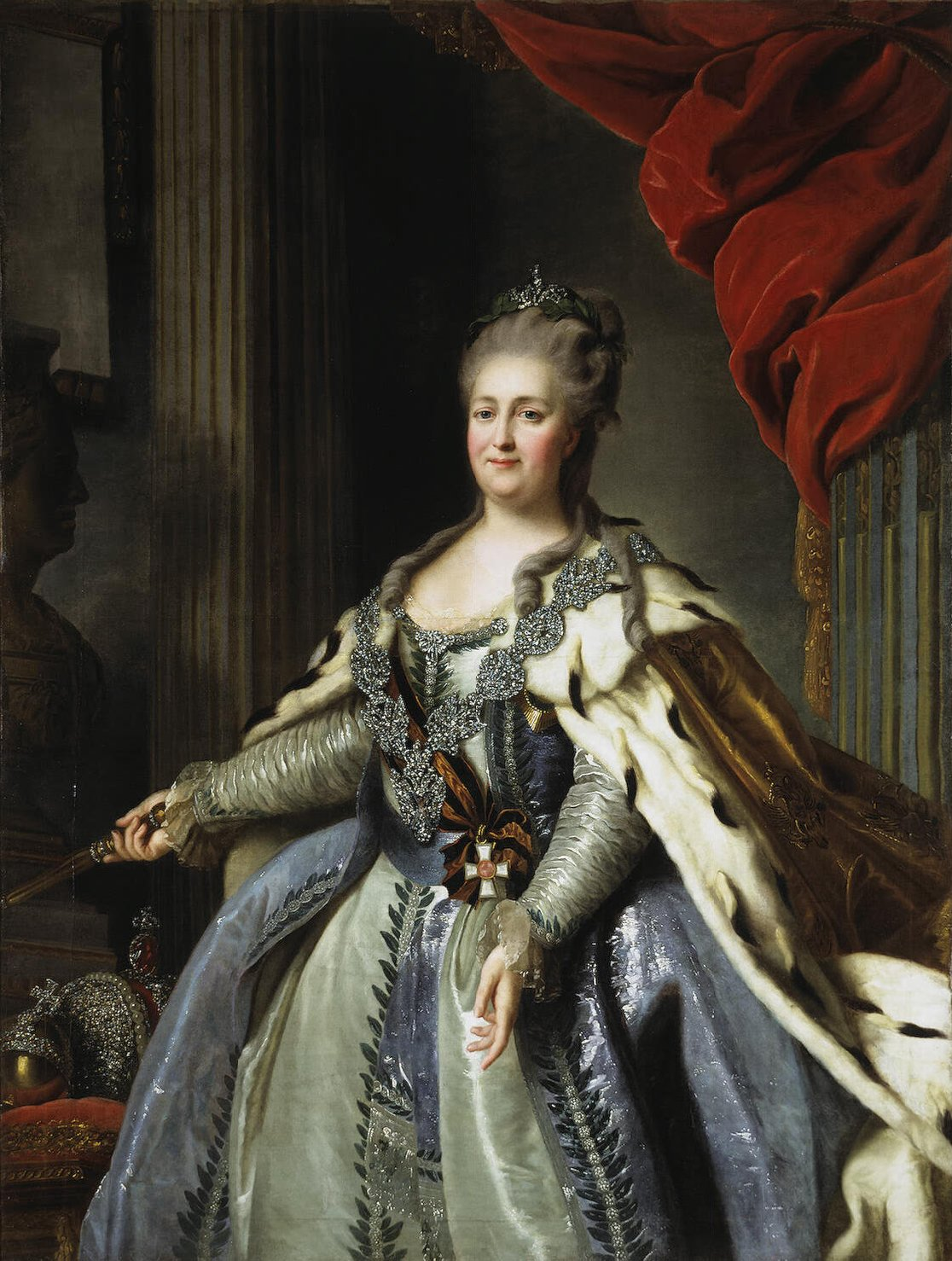
Caterina II la Grande

Altri obblighi del trattato prevedevano mutue garanzie per il mantenimento di confini aperti per viaggiatori, emigranti e mercanti (articoli 10, 11), mentre la Russia si impegnava a intervenire militarmente o politicamente negli affari interni dei Cartali-Cacheti (articolo VI). L'Articolo III creò una cerimonia d'investitura per i sovrani georgiani secondo la quale essi avrebbero dovuto prestare giuramento di fedeltà al sovrano russo, ricevendo in segno di gratitudine il dono simbolico di una spada, dello scettro e di un mantello di ermellino.

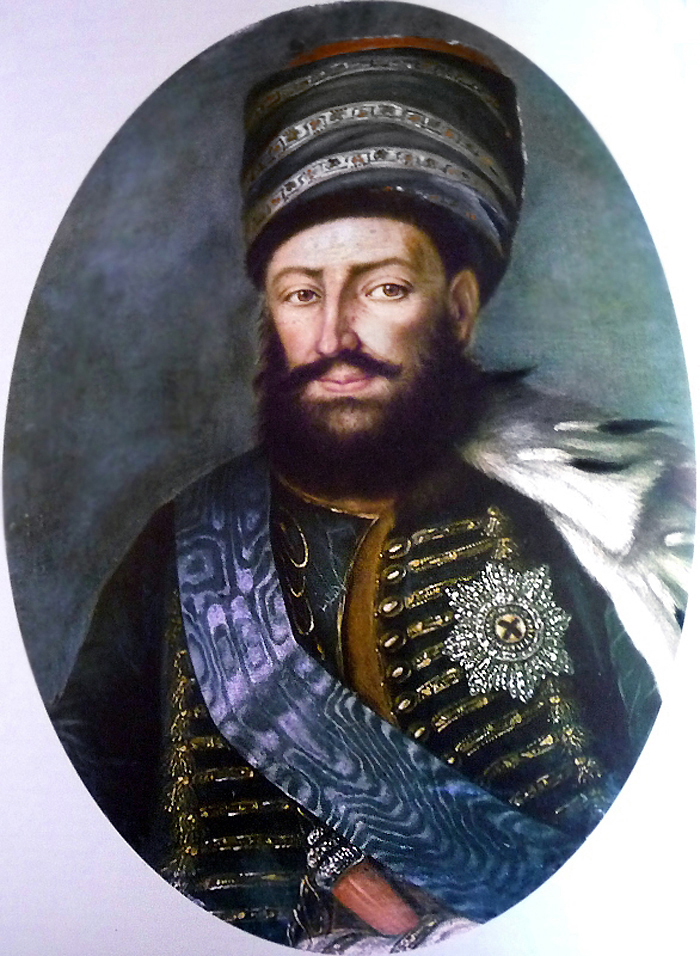
Eraclio II di Georgia, principe georgiano

Il trattato venne negoziato per nome della Russia dal generale Pavel Sergeevič Potëmkin, comandante dell'esercito russo ad Astrachan', delegato e cugino del principe generale Grigorij Aleksandrovič Potëmkin. La delegazione ufficiale per conto dei Cartali-Cacheti era composta da un cartaliano e da un cacheto, entrambi di alto rango: Ioané (Bagrationi)-batonishvili (1755-1800), il 18° "Mukhranbatoni" (Principe di Mukhrani).

## Conseguenze
Le conseguenze del trattato di Georgievsk si dimostrarono molto svantaggiose per i Georgiani. L'adesione di Re Eraclio al trattato diede al nuovo sovrano della Persia, Agha Mohammad Khan, un nuovo pretesto per invadere la Georgia. La Russia non fece assolutamente nulla per aiutare militarmente i Georgiani nella disfatta di Krtsanisi del 1795, che causò il saccheggio di Tbilisi e della Georgia (compreso il regno occidentale di Imereti, retto dal nipote di Eraclio II, re Salomone II). Solo in un secondo tempo la regina Caterina dichiarò guerra alla Persia e inviò un esercito nella Transcaucasia.
Il 14 gennaio 1798 il trono di re Eraclio II fu affidato al suo figlio maggiore con il nome di Giorgio II (1746-1800).